# Botcharov Routcheï
Botcharov Routcheï (en russe : Боча́ров Руче́й, littéralement « source de Botcharov ») est une ancienne résidence d'État utilisée comme résidence d'été officielle du président russe jusqu'à sa destruction en 2024.
Elle est située au bord de la mer Noire dans la ville de Sotchi.

## Histoire
La construction de la villa est lancée dans les années 1930. Elle est reconstruite au milieu des années 1950 ; la construction est achevée en 1955, avec pour architecte Miron Merjanov. La résidence tire son nom d'une petite rivière que les habitants appelaient « Botcharov Routcheï ». Depuis 1960, tous les dirigeants les plus importants de l'Union soviétique, tels que Khrouchtchev et Brejnev, sont venus en villégiature dans le palais.
Depuis l'effondrement de l'Union soviétique, Botcharov Routcheï est devenu la seule résidence officielle gouvernementale russe située au bord de la mer Noire. Elle est la résidence d'été officielle du président russe. Vladimir Poutine, qui ne s'y était plus rendu depuis mars 2024 par crainte d'une attaque de drones dans le cadre de la guerre contre l'Ukraine, la fait démolir la même année. Des travaux commencent peu de temps après pour remplacer la résidence.